# Tillandsia adpressa
Tillandsia adpressa är en gräsväxtart som beskrevs av Éduard-François André. Tillandsia adpressa ingår i släktet Tillandsia och familjen Bromeliaceae.

## Underarter
Arten delas in i följande underarter:
- T. a. adpressa
- T. a. orthiantha